# Vital Cliche
Vital Cliche (né le 10 septembre 1890 à Saint-Joseph-de-Beauce, mort le 23 février 1976 à Beauceville) est un homme politique québécois. Il a été maire de Vallée-Jonction en 1931 et 1932 et député du district électoral de Beauce à l'Assemblée législative du Québec en 1935 et 1936.

## Biographie
Il est le fils de Thomas Cliche, cultivateur, et d'Eugénie Poulin. Il étudie au Séminaire de Québec et au Collège de Lévis. De 1908 à 1912, il est télégraphiste au Canadien National. Il est ensuite agent d'assurances et en 1914 il fonde le bureau d'assurances Vital Cliche. Il est aussi propriétaire de Beauce Maple Products. Il épouse Anne-Marie-Palmyre Cloutier le 3 septembre 1912 à Vallée-Jonction.

### Politique
Vital Cliche est maire de Vallée-Jonction en 1931 et 1932.
Lors de l'élection générale québécoise du 25 novembre 1935, Vital Cliche est le candidat de l'Action libérale nationale (ALN) et il est élu député du district électoral de Beauceà l'Assemblée législative du Québec, obtenant 6862 votes, devant le candidat du Parti libéral, Joseph-Léonce Cliche, qui obtient 1672 votes.
Au mois de juin 1936, peu avant que survienne la rupture politique entre Paul Gouin et Maurice Duplessis, chefs des deux partis d'opposition qui avaient allié leurs forces à l'occasion de l'élection de 1935, Duplessis invite presque tous les députés membres de la coalition à un caucus à Sherbrooke. Alors que la plupart des députés de l'ALN transfèrent alors leur allégeance à Duplessis, qui consolide ainsi définitivement sa position de seul chef de l'Union nationale, Cliche fait partie des quelques députés de l'ALN qui n'acceptent pas de se rallier à Duplessis.
Lors de l'élection générale du 17 août 1936, Cliche se présente cette fois comme candidat libéral indépendant dans Beauce, et il est défait par Raoul Poulin, candidat de l'Union nationale de Duplessis. Poulin démissionne en 1937 pour être candidat à une élection fédérale. Une élection partielle provinciale est tenue dans Beauce le 17 mars 1937. Cliche y est candidat de l'Action libérale nationale et il est défait par Joseph-Émile Perron, candidat de l'Union nationale.
Vital Cliche est inhumé dans le cimetière de Vallée-Jonction le 26 février 1976.
Il est le père de Lucien Cliche.